# Soum Blanc des Espécières
Pour les articles homonymes, voir Soum.
Le soum Blanc des Espécières est un sommet des Pyrénées, situé sur la frontière franco-espagnole entre les Hautes-Pyrénées, en région Occitanie, et la province de Huesca dans la communauté d'Aragon, qui culmine à 2 685 ou 2 682 mètres d'altitude dans le massif du Vignemale.

## Toponymie
Soum est un terme occitan signifiant « sommet », très usité dans les toponymes pyrénéens.

## Géographie
Il est situé entre le département des Hautes-Pyrénées en pays Toy, en partie ouest entre la vallée de Sausse Dessus et la vallée des Espécières sur la commune de Gavarnie-Gèdre et la vallée de Bujaruelo en Espagne.

### Topographie
Il est situé à l'est du col du Soum Blanc et au nord du col des Espécières. Il surplombe la station de Gavarnie-Gèdre à l'est.

### Hydrographie
Le sommet délimite la ligne de partage des eaux entre le bassin de la Garonne côté nord, qui se déverse dans l'Atlantique, et le bassin de l'Èbre, qui coule vers la Méditerranée côté sud.

## Voies d'accès
Côté français, versant est, au départ du col de Tentes, par le col des Espécières. En Espagne, versant ouest, depuis la vallée de Bujaruelo, au départ du village de San Nicolás de Bujaruelo.

## Protection environnementale
Le pic est situé dans le parc national des Pyrénées et fait partie d'une zone naturelle protégée, classée ZNIEFF de type 1, « vallons d'Ossoue et d'Aspé », et de type 2, « haute vallée du gave de Pau : vallées de Gèdre et Gavarnie ».